# Vegas (serie televisiva)
Vegas è una serie televisiva statunitense trasmessa dal 25 settembre 2012 al 10 maggio 2013 sulla rete televisiva CBS.
In Italia la serie viene trasmessa in prima visione assoluta su Rai 2 a partire dall'11 marzo 2013.
Il 10 maggio 2013 la CBS ha ufficialmente cancellato la serie.

## Trama
Las Vegas, anni sessanta. Ralph Lamb, un cowboy veterano di guerra, diventa sceriffo della città. L'uomo diventerà celebre per la sua opera di modernizzazione delle forze dell'ordine della città e, soprattutto, per la dura presa di posizione contro la criminalità organizzata, che, al suo insediamento, ancora controllava la maggior parte dei casinò della città.

## Episodi
| Stagione       | Episodi | Prima TV USA | Prima TV Italia |
| -------------- | ------- | ------------ | --------------- |
| Prima stagione | 21      | 2012-2013    | 2013            |

## Personaggi e interpreti

### Personaggi principali
- Ralph Lamb, interpretato da Dennis Quaid e doppiato da Massimo Rossi.
È un cowboy, veterano di guerra, divenuto sceriffo della città di Las Vegas.
- Vincent Savino, interpretato da Michael Chiklis e doppiato da Pasquale Anselmo.
È un boss mafioso proveniente da Chicago che vuole estendere la sua attività a Las Vegas.
- Katherine O'Connell, interpretata da Carrie-Anne Moss e doppiata da Emanuela Rossi.
È il vice-procuratore della città di Las Vegas. È cresciuta in un ranch vicino a quello della famiglia Lamb.
- Jack Lamb, interpretato da Jason O'Mara e doppiato da Francesco Prando.
È il fratello di Ralph, considerato il diplomatico della famiglia.
- Dixon Lamb, interpretato da Taylor Handley e doppiato da Stefano Crescentini.
È il figlio di Ralph Lamb.
- Mia Rizzo, interpretata da Sarah Jones e doppiata da Ilaria Stagni.
Impiegata come manager della sala conta nel casinò di Savino, è la figlia di uno degli uomini più potenti di Chicago.

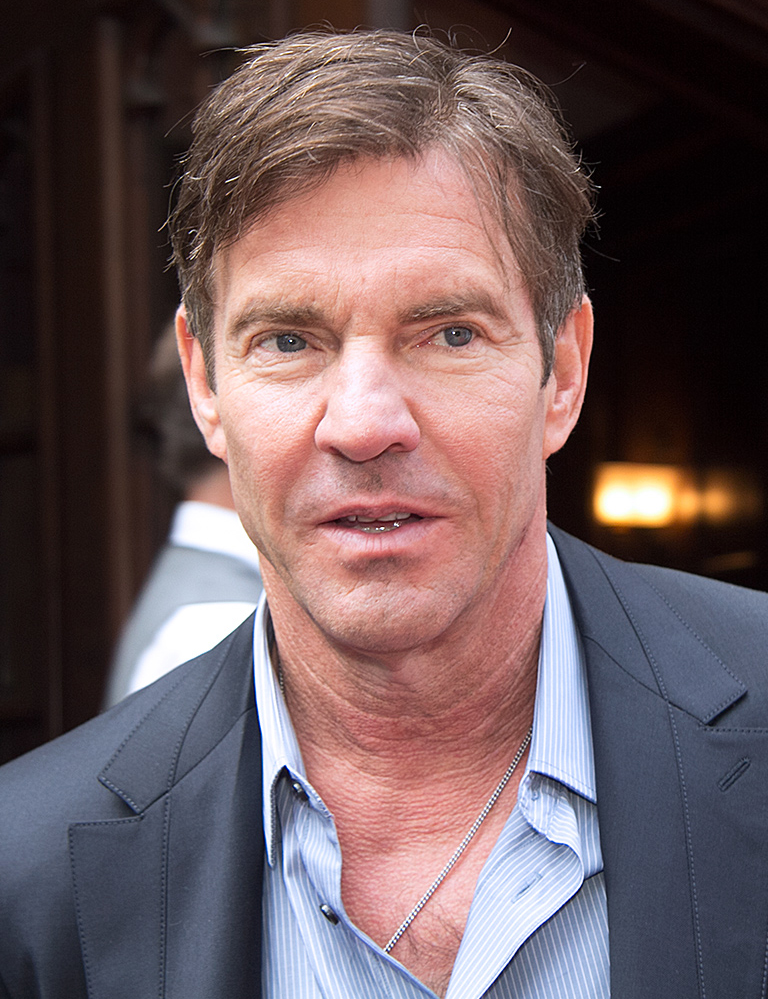
Dennis Quaid interpreta Ralph Lamb
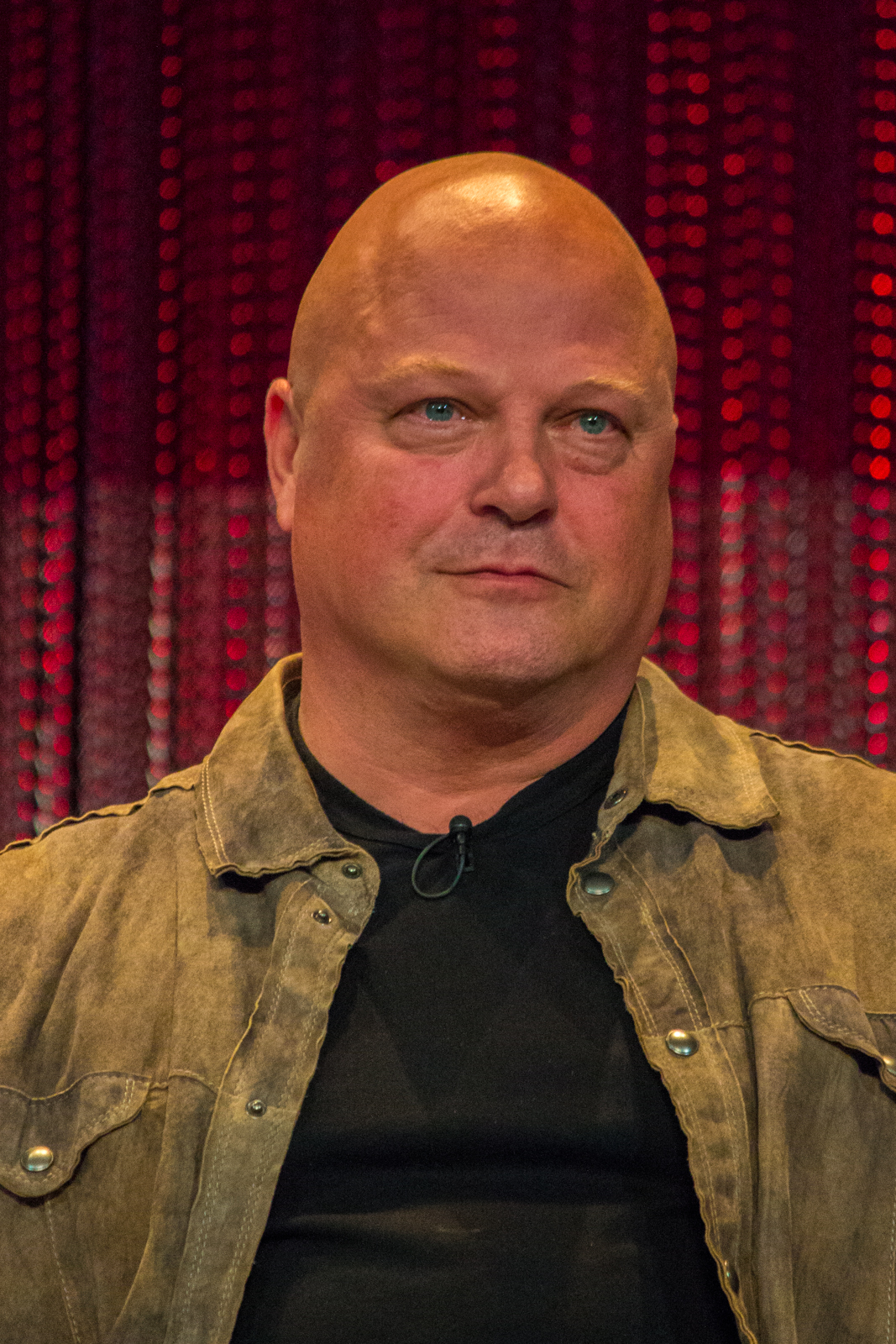
Michael Chiklis interpreta Vincent Savino
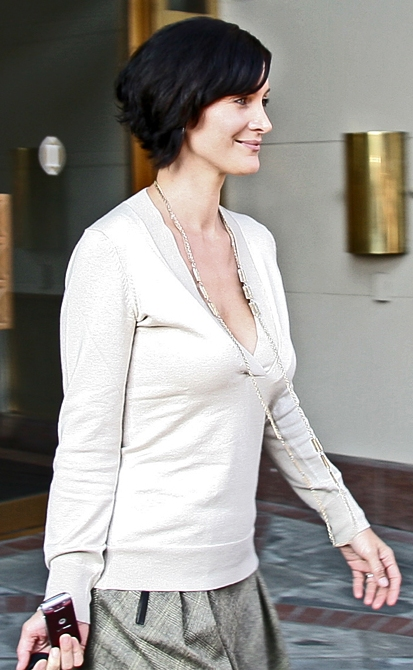
Carrie-Anne Moss interpreta K. O'Connell
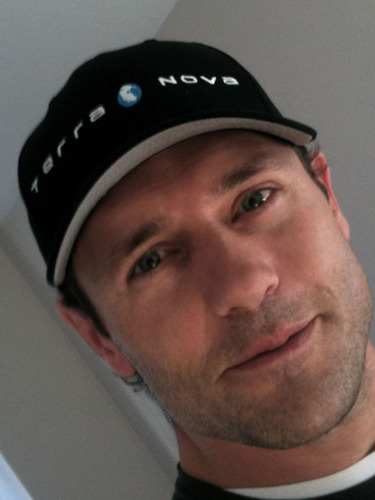
Jason O'Mara interpreta Jack Lamb
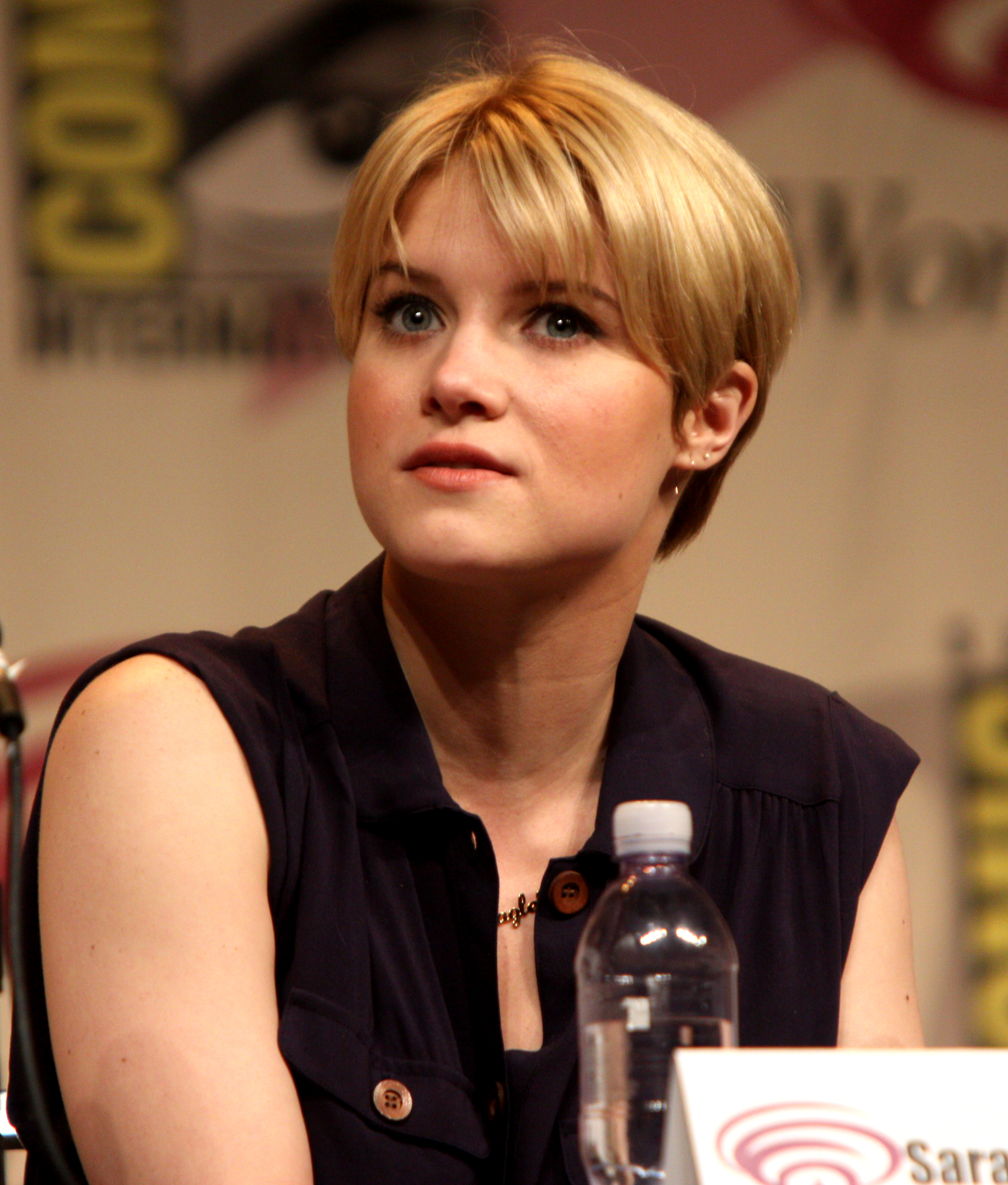
Sarah Jones interpreta Mia Rizzo

### Personaggi secondari
- Anthony "Red" Cervelli, interpretato da James Russo e doppiato da Carlo Valli.
È un gangster che gestisce un casinò per conto della criminalità organizzata.
- Rich Reynolds, interpretato da Michael Reilly Burke e doppiato da Antonio Sanna.
È il procuratore distrettuale della città, a cui deve rendere conto Katherine O'Connell.
- Ted Bennett, interpretato da Michael O'Neill.
È il sindaco della città.
- Angelo LaFratta interpretato da Jonathan Banks e doppiato da Massimo Corvo.
È un boss di Chicago.
- Johnny Rizzo, interpretato da Michael Wiseman e doppiato da Luca Biagini.
È un gangster di Chicago, padre di Mia.
- Laura Savino, interpretata da Vinessa Shaw.
È la moglie di Vincent Savino.
- Yvonne Sanchez, interpretata da Aimee Garcia.
È la receptionist che lavora per lo sceriffo.
- Lena Cavallo, interpretata da Melinda Clarke.
È la madre di Mia.
- Tommy Stone, interpretato da Enver Gjokaj.

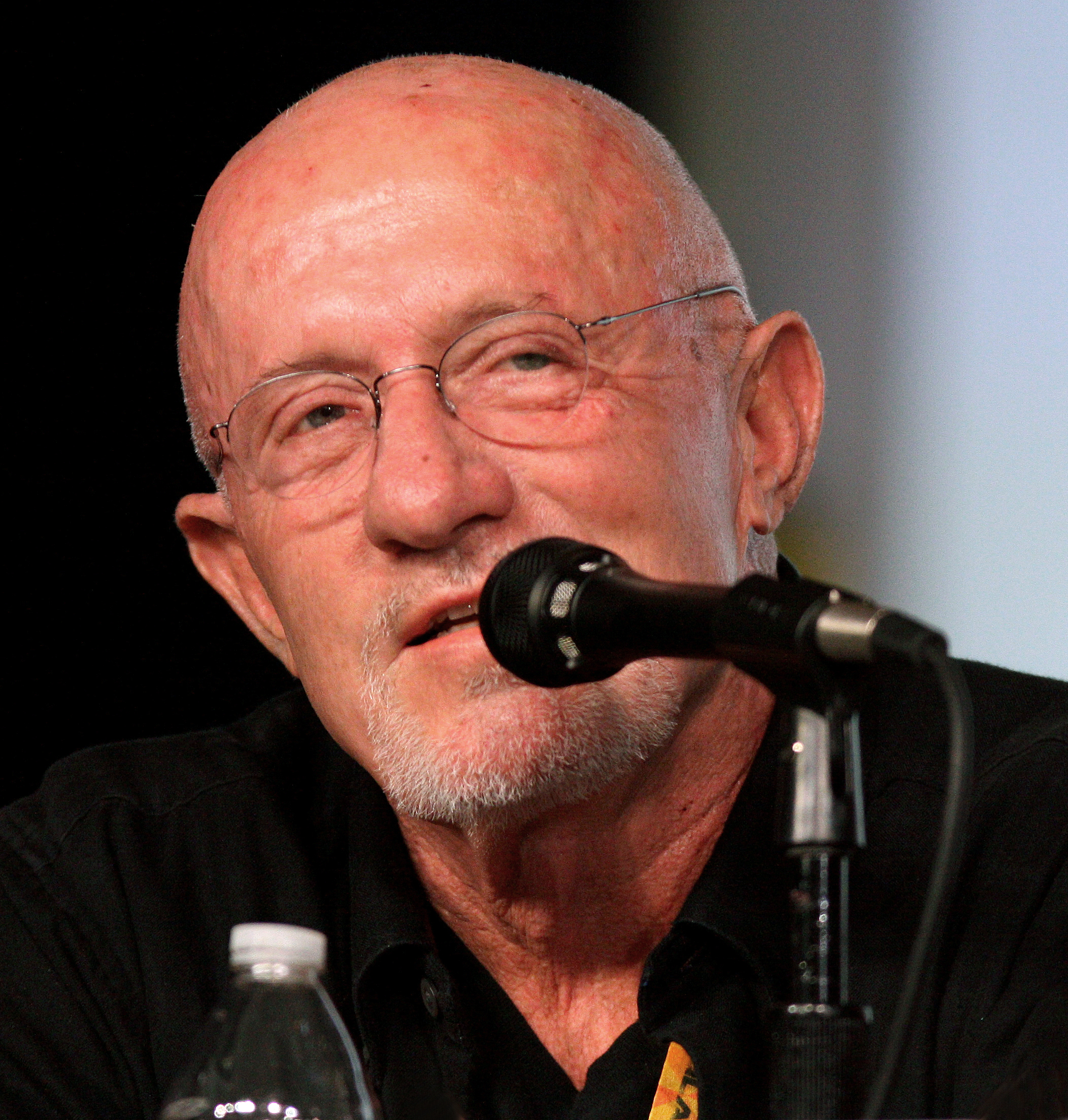
Jonathan Banks interpreta Angelo LaFratta
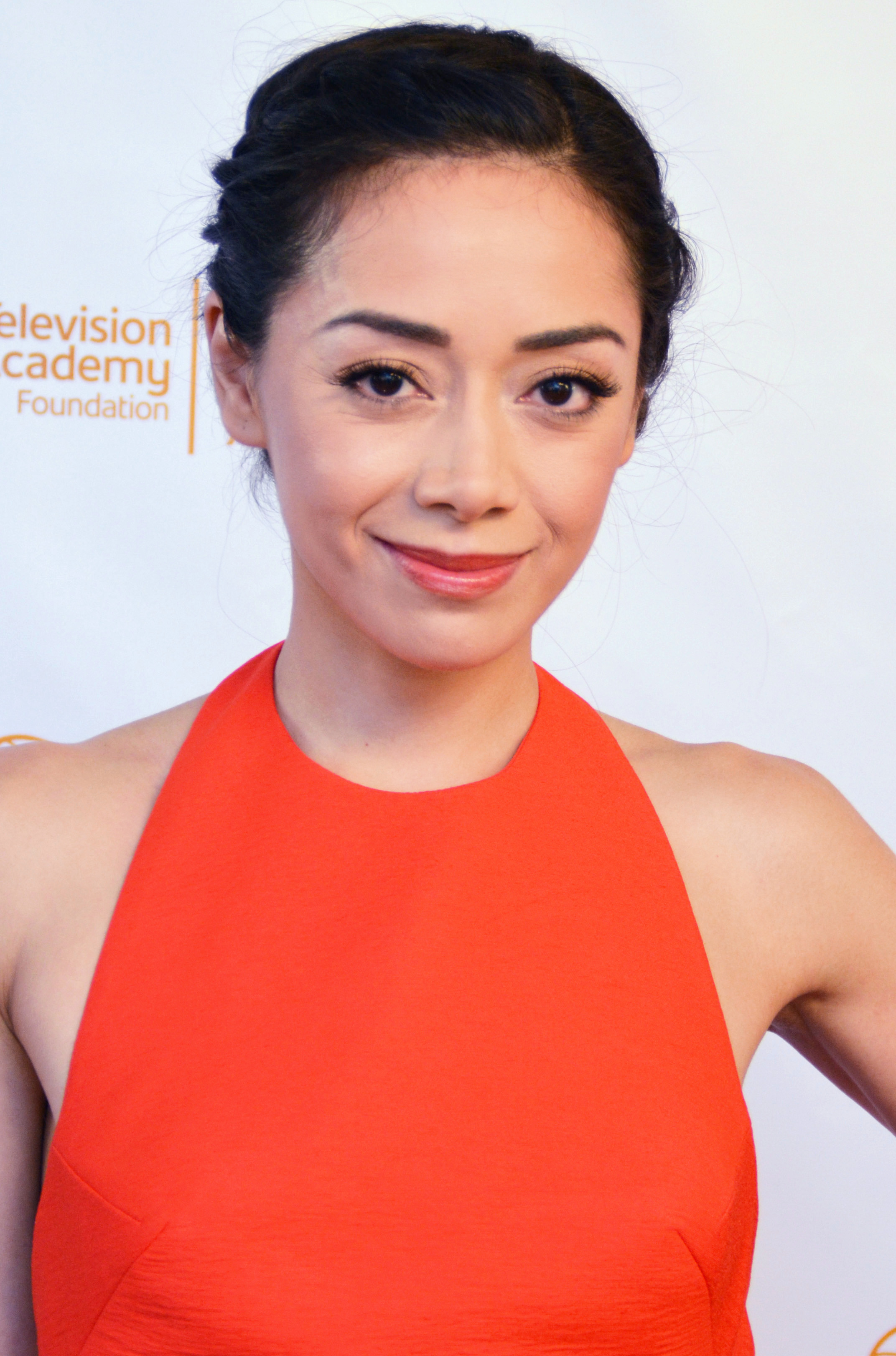
Aimee Garcia interpreta Yvonne Sanchez
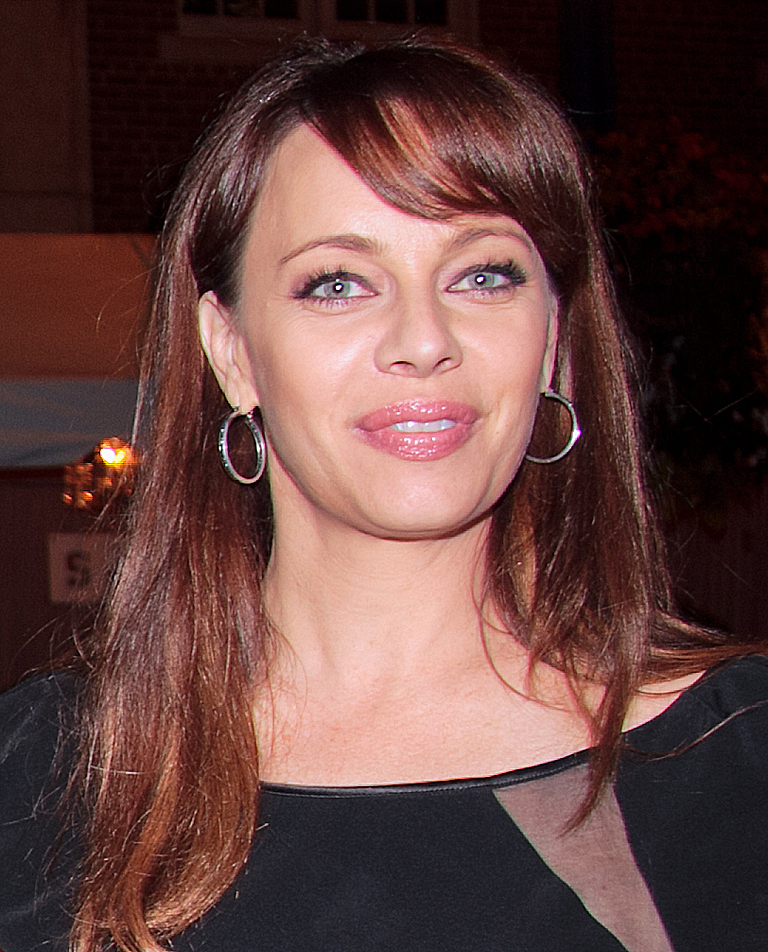
Melinda Clarke interpreta Lena Cavallo
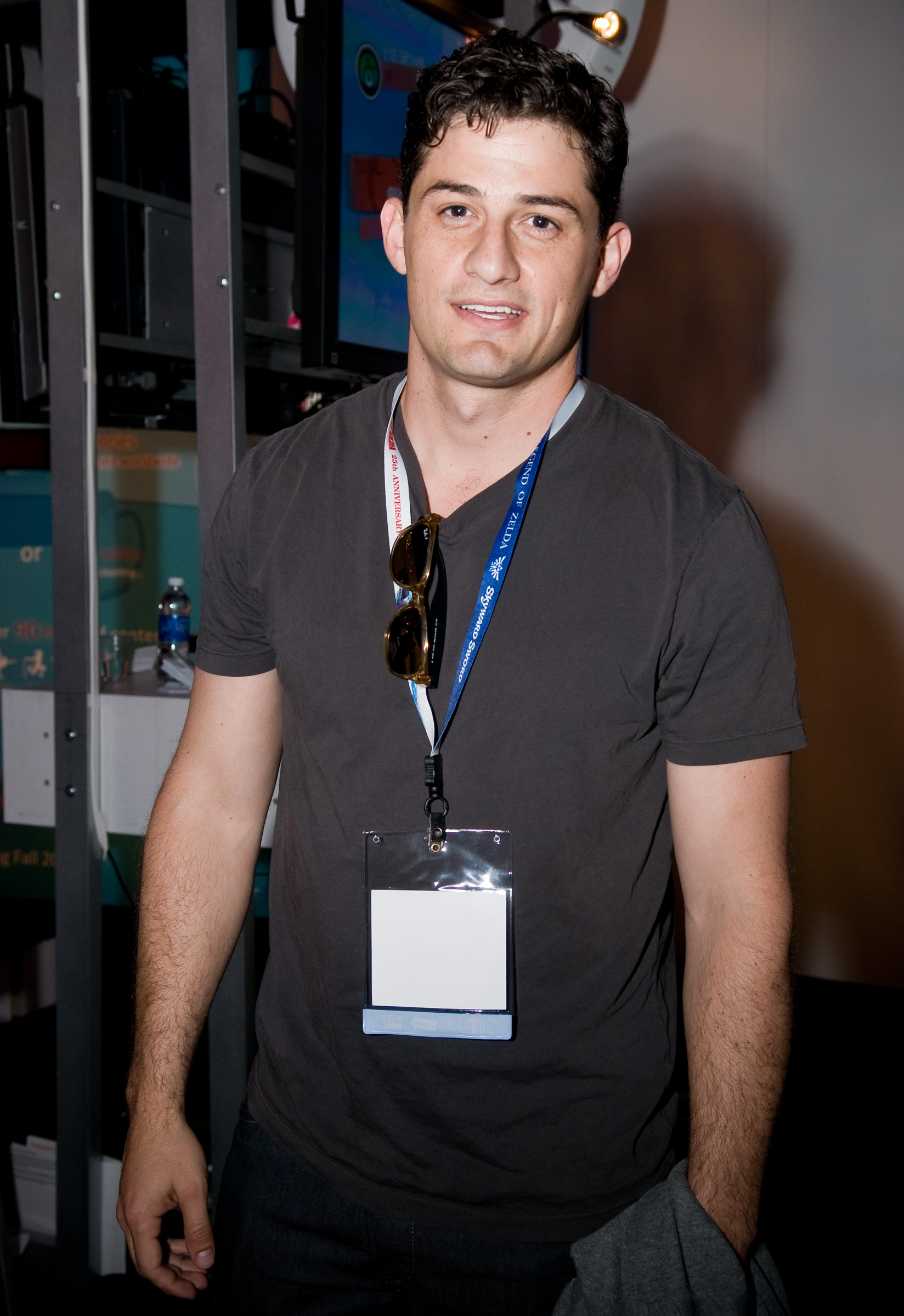
Enver Gjokaj interpreta Tommy Stone

## Produzione
La CBS annunciò di stare lavorando ad un period drama incentrato sul personaggio realmente esistito di Ralph Lamb, un cowboy divenuto sceriffo della città di Las Vegas all'inizio degli anni '60, per la prima volta l'11 agosto 2011, quando commissionò la stesura della sceneggiatura che sarebbe stata scritta da Nicholas Pileggi, già autore dei celebri film Quei bravi ragazzi e Casinò, e da Greg Walker. Pileggi aveva già iniziato a lavorare ad un progetto simile nel 2010, per quello che sarebbe dovuto diventare un film prodotto dalla Metro-Goldwyn-Mayer; tuttavia lo scrittore e sceneggiatore statunitense cessò la collaborazione con la MGM dopo che quest'ultima dichiarò bancarotta nel novembre 2010.
Il 26 gennaio 2012 la rete confermò la produzione di un episodio pilota; James Mangold si unì al progetto in qualità di regista del pilot e produttore esecutivo, figura ricoperta, oltre che dagli autori Pileggi e Walker, anche dai produttori cinematografici Arthur Sarkissian e Cathy Konrad.
Il 23 febbraio 2012 furono ingaggiati i primi membri del cast: Dennis Quaid, interprete del protagonista della serie Ralph Lamb; e Michael Chiklis, interprete del criminale Vincent Savino. Entrambi sono anche co-produttori esecutivi della serie. Il 29 febbraio fu ingaggiato Taylor Handley, per interpretare il ruolo di Dixon Lamb, figlio di Ralph; mentre il 6 marzo si unì al cast Carrie-Anne Moss, per il ruolo del vice-procuratore Katherine O'Connell. Il 19 marzo venne annunciata la presenza nel cast anche di Jason O'Mara, interprete di Jack Lamb, fratello del protagonista Ralph; Michael Reilly Burke, per il ruolo del procuratore distrettuale Rich Reynolds, superiore di Katherine O'Connell; Michael O'Neill, per il ruolo di Ted Bennett, sindaco della città; e James Russo, interprete del gangster Anthony "Red" Cervelli. Nel successivo mese di luglio si aggregò al cast anche Sarah Jones, per interpretare l'intraprendente figlia di un boss mafioso di Chicago. Tra gli attori chiamati ad interpretare personaggi ricorrenti sono presenti Jonathan Banks per il ruolo del gangster di Chicago Angelo LaFratta; Michael Wiseman per il ruolo di Johnny Rizzo; e Vinessa Shaw per il ruolo della moglie di Savino.
Le riprese dell'episodio pilota si sono svolte tra i mesi di marzo e aprile 2012 a Santa Fe e Las Vegas, nel Nuovo Messico. Dopo aver visionato il pilot, il 13 maggio 2012 la CBS approvò la produzione di una prima stagione completa, il cui debutto venne fissato per il 25 settembre 2012.